# Keroeides koreni
Keroeides koreni is een zachte koraalsoort uit de familie Keroeididae. De koraalsoort komt uit het geslacht Keroeides. Keroeides koreni werd in 1889 voor het eerst wetenschappelijk beschreven door Wright & Studer. 